# Piotrowicze (obwód miński)
Piotrowicze (biał. Пятровічы; ros. Петровичи) – wieś na Białorusi, w obwodzie mińskim, w rejonie wołożyńskim, w sielsowiecie Pierszaje.

## Historia
W czasach zaborów wieś w gminie Raków, w powiecie mińskim, w guberni mińskiej Imperium Rosyjskiego. W 1866 roku liczyła 6 domów mieszkalnych, należała do dóbr Kijowiec
W latach 1921–1945 wieś leżała w Polsce, w województwie wileńskim, w powiecie stołpeckim, a od 1927 w powiecie mołodeckim, w gminie Raków.
Według Powszechnego Spisu Ludności z 1921 roku zamieszkiwało tu 121 osób, 2 były wyznania rzymskokatolickiego a 119 prawosławnego. Jednocześnie 120 mieszkańców zadeklarowało polską a 1 rosyjską przynależność narodową. Było tu 19 budynków mieszkalnych. W 1931 w 26 domach zamieszkiwało 141 osób.
Wierni należeli do parafii rzymskokatolickiej w Rakowie i prawosławnej w Kijowcu. Miejscowość podlegała pod Sąd Grodzki w Rakowie i Okręgowy w Wilnie; właściwy urząd pocztowy mieścił się w Rakowie.
W wyniku napaści ZSRR na Polskę we wrześniu 1939 miejscowość znalazła się pod okupacją sowiecką. 2 listopada została włączona do Białoruskiej SRR. Od czerwca 1941 roku pod okupacją niemiecką. W 1944 miejscowość została ponownie zajęta przez wojska sowieckie i włączona do Białoruskiej SRR.
Od 1991 w składzie niepodległej Białorusi.